# Parkland (película)
Parkland es una película estadounidense de drama de 2013, dirigida por Peter Landesman y que narra los acontecimientos del Hospital Memorial Parkland tras el asesinato de John F. Kennedy, el 22 de noviembre de 1963.

## Reparto
- James Badge Dale como Robert Edward Lee Oswald, Jr.
- Zac Efron como el Dr. Jim Carrico.[1]
- Jackie Earle Haley como Padre Oscar Huber.[2]
- Colin Hanks como el Dr. Malcolm Perry.[2]
- David Harbour como James Gordon Shanklin.
- Marcia Gay Harden como Doris Nelson.[1]
- Ron Livingston como James P. Hosty.[2]
- Jeremy Strong como Lee Harvey Oswald.[3]
- Billy Bob Thornton como Agente de servicio secreto Forrest Sorrels.[4]
- Jacki Weaver como Marguerite Oswald.[4]
- Tom Welling como Agente de servicio secreto Roy Kellerman.[5]
- Paul Giamatti como Abraham Zapruder.[4]
- Bitsie Tulloch como Marilyn Sitzman.[6]
- Gil Bellows como David Powers.
- Rory Cochrane como Earl Rose.
- Mark Duplass como Kenneth O'Donnell.
- Jonathan Breck como Winston Lawson.
- Glenn Morshower como Mike Howard.
- Austin Nichols como Agente de servicio secreto Emory Roberts.
- Paul Sparks como Harry McCormick.
- Gedeon Burkhard como Doctor Clemens.
- Aaron Taylor-Johnson como Agente del FBI Lennie Briscoe.
- Michael Eklund como Agente del FBI Dimitri.
- Douglas Booth como Agente del FBI Ethan Cohen.

## Producción
Tom Hanks y Bill Paxton, ambos aficionados a la historia, fueron productores. La filmación comenzó en enero de 2013 en Austin, capital de Texas y la película se estrenó el 22 de noviembre, coincidiendo así con el 50 aniversario de la muerte del presidente John F. Kennedy, 1963.